# Tokyo Xtreme Racer (videojuego de 2025)
Tokyo Xtreme Racer es un videojuego de carreras desarrollado y publicado por Genki para Windows. Fue lanzado el 23 de enero de 2025 en acceso anticipado.

## Lanzamiento
19 de agosto de 2024, Genki ha lanzado un sitio de cuenta atrás para nuevos títulos de la marca Genki Racing Project. Esta cuenta regresiva finalizó a las 16:00 horas del 22 de agosto del mismo año, y al mismo tiempo se dio a conocer información sobre este trabajo por primera vez. Después de eso, se registraron los modelos de automóviles y los rivales que aparecieron El acceso anticipado en Steam comenzó el 23 de enero de 2025.

## Vehículos

### Suzuki
- Wagon R RR-DI (MH21S) '03
- Capuchino (EA21R) '95
- Alto Works (HA36S) '15
- Swift Sport (ZC33S) '22

### Subaru
- BRZ GT (ZC6) '16
- BRZ S (ZD8) '21
- Impreza WRX STi (GDB) '00
- Impreza WRX STi 2003 V-Limited (GDB) '03
- Levorg 2.0GT-S EyeSight (VMG) '15
- Impreza WRX type R STi Version VI  (GC8) '99
- Levorg STi Sport R EX (VNH) '21
- WRX STi Type S (VAB) '15
- Impreza WRX STI spec C (GDB) '05

### Daihatsu
- Copen Cero (LA400K) '15
- Move Custom RS Limited (L150) '02

### Toyota
- bB 1.5Z X Version (NCP31) '03
- Corolla Levin GT-Apex 3 puertas
- Sprinter Trueno GT-Apex 3 puertas (AE86) '87
- 86 GT (ZN6) '12
- GR86 RZ (ZN8) '21
- Supra 2.5GT Twin Turbo R (JZA70) '93
- Chaser Tourer V (JZX100) '98
- Mark X
- Supra RZ (JZA80) '97
- Crown Athlete G (GRS184) '05

### Nissan
- 180SX Type X w/Super Hicas (KRPS13) '96
- SILVIA K's (PS13) '91
- Silvia K's Aero SE (S14) '97
- Silvia spec-R Aero (S15) '02
- Fairlady Z Version ST (Z33) '05
- Fairlady Z Versión R TwinTurbo 2by2 (GCZ32) '98
- Fairlady Z Version ST (Z34) '14
- Skyline GT-R V-spec II (BNR32) '94
- Skyline GT-R V-spec (BCNR33) '97
- Skyline GT-R V-spec II (BNR34) '00

### Mazda
- Atenza Sport 23Z (GG3S) '03
- Roadster RS (NB8C) '03
- Eunos Roadster S Special Type II (NA8C) '96
- Axela Sport 23S (BK3P) '03
- RX-8 Type S (SE3P) '03
- Mazda3 Fastback 20S Retro Sports Edition (BPFJ3R) '23
- Roadster RS (ND5RC) '15
- Savanna RX-7 Infini (FC3S) '90
- RX-7 Type RZ (FD3S) '00

### Mitsubishi
- Eclipse GT (DK4A) '05
- GTO Twin Turbo (Z16A) '95
- Lancer GSR Evolution V (CP9A) '98
- Lancer Evolution Final Edition (CZ4A) '15